# Copycat (cómic)
Copycat (Vanessa Geraldine Carlysle) es un personaje ficticio que aparece en los cómics estadounidenses publicados por Marvel Comics. El personaje ha sido representado como un antiguo miembro de Fuerza-X.
La actriz Morena Baccarin interpreta a Vanessa Carlysle en las películas de Deadpool (2016), Deadpool 2 (2018), y Deadpool & Wolverine (2024) del Universo cinematográfico de Marvel.

## Historial de publicaciones
Hizo su primera aparición (como Domino), en New Mutants vol. 1 # 98, en febrero de 1991. Fue creada por Fabian Nicieza y Greg Capullo.

## Biografía ficticia
Vanessa Carlysle, hija de Dorothy y Burt Carlysle, fue expulsada de su hogar por sus padres al descubrir que era una cambiaformas mutante. Siendo una adolescente, Vanessa Carlysle cayó en una vida de prostitución en Boston donde conoció y se enamoró de un mercenario llamado Wade Wilson. Carlysle fue salvada pronto de los empleadores vengativos de Wilson por Zoe Culloden, una agente de viaje en el tiempo de Landau, Luckman & Lake que había viajado al pasado para evitar la eventual autodestrucción de Wilson. Esa noche, Wilson rompió con Carlysle después de enterarse de que tenía cáncer, dejándola con el corazón roto. Carlysle se convirtió en una mercenaria, eventualmente empleada por el traficante de armas Tolliver.
Bajo las órdenes de Mr. Tolliver, la mujer conocida como Copycat se infiltró dentro de Fuerza-X en forma de Domino, mientras que ella estaba cautiva. Su misión era hacer explotar la sede de Fuerza-X, con el fin de matar a Cable. Sin embargo, tomó afecto a los miembros del equipo y olvidó su misión. Tolliver envió entonces a Deadpool para obligarla a poner la bomba.
Después de la explosión, Cable rescató a Copycat y la obligó a llevarlo al cuartel de Tolliver, donde descubrió viva a la verdadera Domino. En la batalla, Copycat fue apuñalada por Deadpool, pero logró escapar.
Vanessa brevemente se escondió bajo la identidad falsa de la gemela de una de sus amigas, Tina Valentino. Deadpool y su socio Sluggo, se reunieron con ella, pero mataron a Tina en su lugar. Más tarde, Copycat se fue a vivir con Garrison Kane en San Francisco, donde fueron encontrados por Cable.
Algún tiempo después, fue capturado por el Proyecto Arma X. Los tratamientos de Arma X destruyeron su memoria y se olvidó de su misión. Reclutado por Sabretooth, Deadpool recibió la orden de matarla. Él trató de advertirle, por lo que Arma X envió a Kane a matarlos a los dos. La lucha los llevó a cabo en un zoológico local, donde Deadpool la dejó en una forma gorila, entre otros gorilas para luchar contra Kane. Cuando volvió, los otros gorilas habían muerto y Copycat estaba muriendo de las heridas infligidas por Sabertooth. Murió poco después en los brazos de Deadpool. No obstante, Deadpool aportó su sangre en las heridas de Copycat para poder salvarla, lo cual para su sorpresa, el acabó lográndolo. Vanessa entonces tomo la identidad del propietario de un puesto de chimichangas y después engañó a Deadpool con uno de sus matrimonios anteriores.

## Poderes y habilidades
Copycat es una metamorfosis tan poderosa y precisa que puede duplicar otro ser hasta el nivel celular. Debido a esto, es capaz de replicar poderes sobrehumanos, habilidades e incluso impresiones mentales tan de cerca que los telépatas tienen problemas para identificarla. Copycat simplemente requiere conocimiento para duplicar la apariencia de alguien, pero necesita contacto físico para duplicar cualquier otra cosa. Ella también es capaz de convertirse en animales, encontrando que estas formas son más fáciles de mantener que la forma humana. Arma X modificó sus poderes al acelerar la velocidad a la que podría duplicar otros. Sin embargo, como efecto secundario de esta mejora, Copycat comenzó a perder su memoria y no pudo mantener ninguna forma sólida durante largos períodos de tiempo.

## Otras versiones

### Era de Apocalipsis
Copycat es miembro de la Hermandad de Caos, afiliada a los Madri, que trabajan para Apocalipsis. 

### Era de X
En la realidad de Age of X, Copycat se infiltró en X-Force de Cannonball cuando trabajó para Human Coalition. Ella fue desenmascarada y asesinada por Husk.

## En otros medios

### Televisión
- Copycat apareció en dos episodios de la serie animada X-Men, "Sanctuary". Ella es uno de los mutantes en Asteroide M. Copycat aparece más tarde en "Secrets Not Long Buried" donde es una de los muchos residentes de la comunidad de Mesa Skull, dominada. por mutantes.
- Copycat apareció en el episodio 25 de Wolverine and the X-Men atacada por los centinelas en Genosha.

### Cine
- En la película X-Men 2 (2003), el nombre de Copycat aparece en la lista de mutantes de Mystique.
- El personaje aparece en la película de Deadpool de 2016, interpretado por Morena Baccarin; a diferencia de los cómics ella es humana y carece de poderes.[9] A pesar de que, luce una veta reveladora de cabello blanco y se hacen referencias a los "papeles" que ha interpretado, Vanessa no ha demostrado aún poderes mutantes que se relacionen con su contraparte del cómic. Ella está en una relación con Wade Wilson hasta el punto de compromiso antes de convertirse en Deadpool. Debido a su transformación, Deadpool dejó de ver a Vanessa, ya que tiene miedo de su reacción a su horrible mutación. Más tarde, mientras trabajaba en un club de estriptis, Vanessa es secuestrada en el callejón por Ajax y Angel Dust para atraer a Deadpool a un Helicarrier fuera de servicio. Al principio, al ser rescatada por Deadpool después de la muerte de Ajax, Vanessa estaba enojada con él por haberla abandonado y después de conocer su difícil situación, Vanessa se reconcilia con Deadpool.
- Morena Baccarin repitió su papel en Deadpool 2 (2018).[10][11]Al inicio de la película, Vanessa celebra su aniversario con Wade Wilson y mientras hablan de comenzar una familia juntos, ella es asesinada por el señor de las drogas, que siguió a Wilson a casa después de que no pudo matarlo antes. Se ve con una visión del más allá al hablar con Wilson de entender su dolor y que debe ayudar al niño llamado Russell Collins de Cable. Después de que Deadpool se sacrifica para salvar a Rusty, ella aparece de nuevo ya que los dos están aparentemente reunidos, pero ella le dice que aún no es su hora. Diciéndole que encontró a su familia, mientras ella lo envía de vuelta. En una escena a medios créditos, Vanessa es salvada de su muerte por el uso de Deadpool del dispositivo de viaje en el tiempo de Cable, reparado por Negasonic Teenage Warhead y Yukio, donde Deadpool arroja una espátula en el cráneo del señor de la droga al matarlo.
- Vanessa regresa en Deadpool & Wolverine (2024), ambientado en el Universo cinematográfico de Marvel, con Baccarin retomando el papel nuevamente.[12][13]Ella terminó con Wilson, después de que esté entrara en una depresión tras asumir que nunca sería relevante. Luego de que Wilson salvara su universo para proteger a sus amigos, ella y Wilson se reconciliaron.